# Selim II

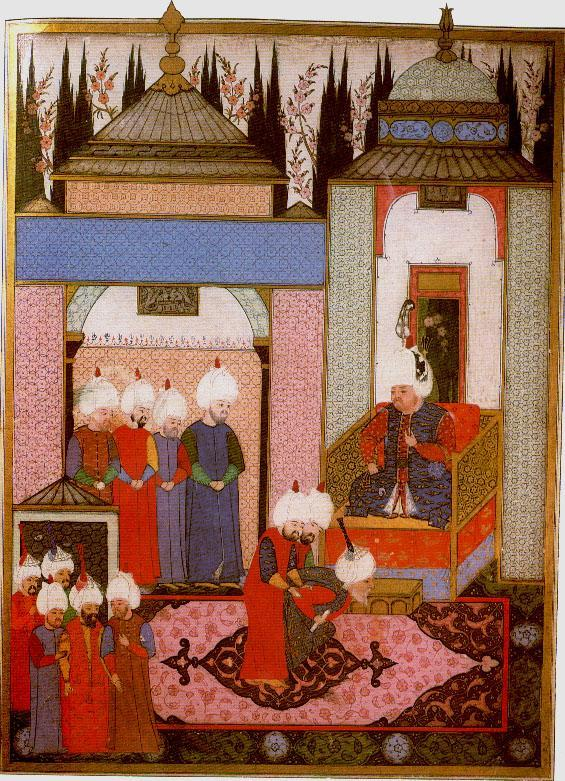
Sultan Selim II ontvangt de Safawiedse ambassadeur in het paleis in Edirne in 1567.

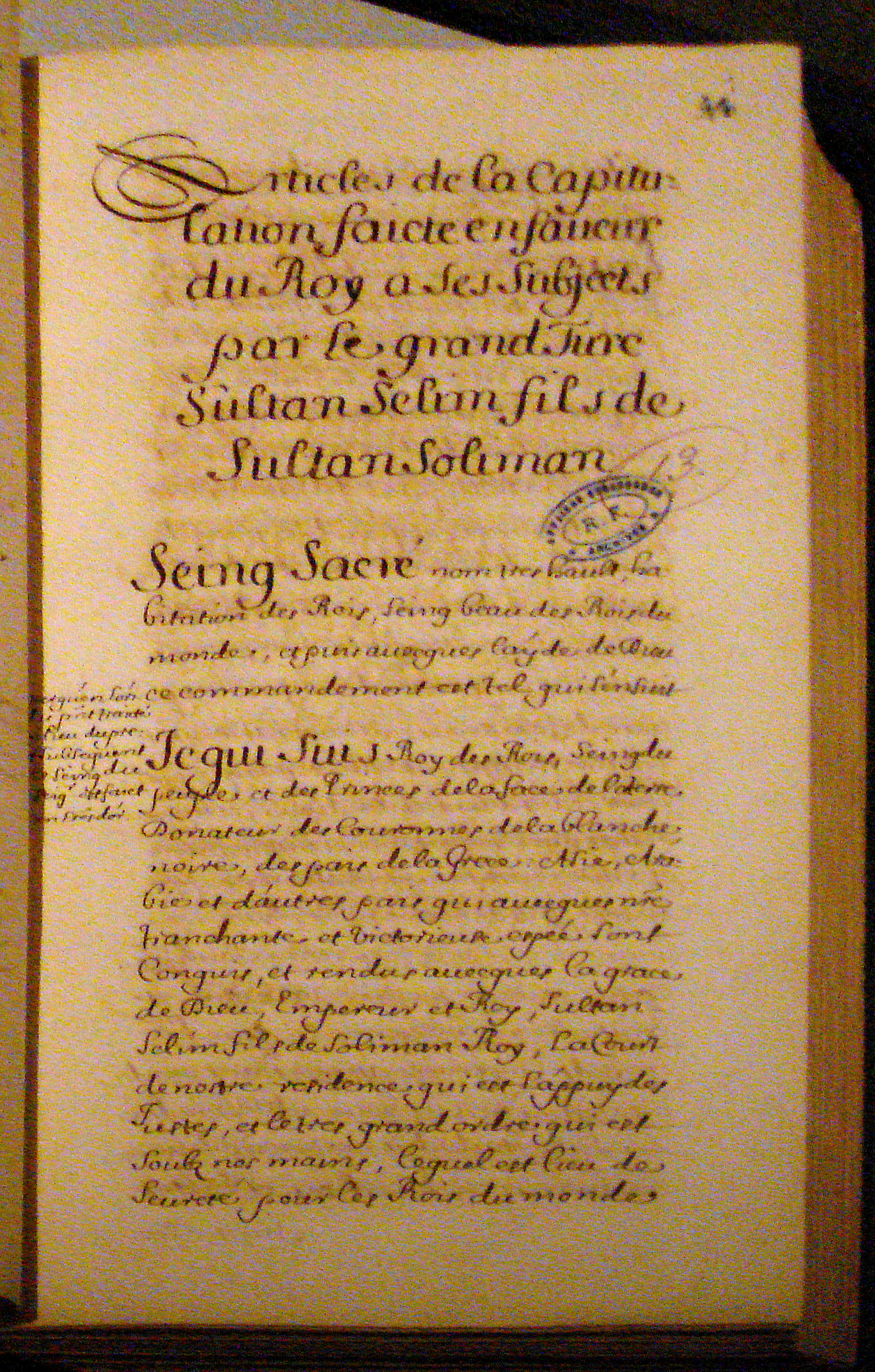
16e-eeuwse kopie van het 1569 Capitulatie tussen Karel IX en Selim II.

Selim II (Ottomaanse Turks: سليم ثانى Selīm-i sānī, Turks: II.Selim); (Istanboel, 28 mei 1524 - aldaar, 12 december 1574) bijgenaamd Sarı Selim ("Selim de Blonde"), was de elfde sultan van het Ottomaanse Rijk en de negentigste kalief van 1566 tot zijn dood in 1574. Sultan Selim II was een zoon van sultan Süleyman en diens vrouw Hürrem Sultan. Op 42-jarige leeftijd volgde hij de troon op en bleef sultan tot aan zijn dood. Als de zesde zoon, was Selim een onwaarschijnlijke kandidaat voor de troon, maar bij het overlijden van zijn vader waren zijn broers reeds gestorven. In zijn achtjarige heerschappij werden militaire successen geboekt onder aanvoerders als Admiraal Turgut. De regering bleef in handen van de machtige grootvizier Sokollu Mehmed Pasha. In Selims regeerperiode werden verschillende grote bouwwerken en renovaties verricht, waarvan de Selimiye-moskee in Edirne (ontworpen door Mimar Sinan) de belangrijkste was. Sultan Selim II werd begraven in de Hagia Sophia. Hij begon de gewoonte van latere sultans niet mee te gaan op veldtochten.

## Regering
Selims oudere broers Mehmed en Cihangir overleden voor hun vader Süleyman. Twee andere broers, Mustafa en Bayezid, werden in opdracht van Süleyman ter dood gebracht. Om die reden was Selim de enige overgebleven kandidaat om Süleyman op te volgen toen deze in 1566 stierf.
In de regeerperiode van zijn vader Süleyman deed Selim ervaring op in het bestuur als gouverneur van verschillende provincies in Anatolië. Toen Selims vader overleed tijdens het beleg van Szigetvár in Hongarije, bevond hij zich in Kütahya. De troonsbestijging vond plaats in Istanboel.
Selim II was een zwakke sultan, zeker vergeleken met zijn succesvolle grootvader Selim I en vader Süleyman. Hij interesseerde zich niet in staatszaken en trok zich terug in het Topkapi-paleis. De regering was in handen van ervaren staatslieden als grootvizier Sokollu Mehmed Pasha. Sokollu Mehmed Pasha was al 15 jaar grootvizier.
Selim was de eerste sultan die zelf niet betrokken was bij militaire aangelegenheden en het bestuur overliet aan zijn ambtenaren. Hierdoor nam de macht van de sultan af en die van de ambtenaren en Janitsaren sterk toe, wat de positie van de sultan verzwakte. Hij stond de Janitsaren ook toe om te trouwen. Tijdens Selims regering kon corruptie geleidelijk aan zijn intrede doen. Het gevolg was een langzame achteruitgang van het bestuur en economische verzwakking. Onder Selims zoon Murat III zou de macht van de Janistaren tot problemen leiden.

### Buitenlandse politiek
Tijdens zijn regering voerde het Ottomaanse Rijk succesvol oorlog met keizer Maximiliaan II, waarbij Walachije en Moldavië door Maximiliaan als vazalstaten van de Turken erkend werden. Ook werd, minder succesvol, oorlog gevoerd met Rusland. In 1569 mislukte een poging Astrachan te veroveren. De Osmaanse vloot werd vernietigd in een storm op de Zwarte Zee. In 1570 werd de vrede tussen de sultan en de Russische tsaar Ivan de Verschrikkelijke getekend.
In de Middellandse Zee werd de Osmaanse dominantie doorbroken door het verlies van de Slag bij Lepanto, waarbij de Osmaanse vloot vernietigd werd. De Spanjaarden werden in 1574 uit Tunesië verdreven.
Onder Selims opvolgers zouden de Ottomanen geleidelijk het initiatief tegen de Russen verliezen. De Slag bij Lepanto was de grootste klap voor het rijk. Hoewel grootvizier Sokollu Mehmed Pasha de vloot snel liet herbouwen zou dit op de lange termijn het einde van de Osmaanse hegemonie ter zee betekenen. De kosten waren ook een grote klap voor de schatkist. Door de intrede van corruptie en verval zou het rijk technologisch langzaam achter komen te liggen op de Europeanen en Russen, wat de positie van het rijk verder verzwakte.

## Selim in de moderne media

### Boeken

#### Val van het Turkse Rijk
De Schotse historicus en schrijver Lord Patrick Kinross verteld over Selim in zijn boek The Ottoman Centuries The Rise and Fall of The Turkish Empire (1977) in het hoofdstuk De Zaden van het verval. Hij ziet de grote onkosten voor de herbouw van de vloot na de Slag bij Lepanto als het begin van het langzame verval voor het rijk. Kinross stelt ook dat Selims reputatie van dronkenschap duidelijk werd in zijn beslissing Cyprus aan te vallen in plaats van de Morisco Opstand in Granada te steunen en in hoe hij stierf.

### Films
- In de 2003 gepubliceerde Turkse televisieserie Hürrem Sultan wordt Sultan Selim II gespeeld door de acteur Atilay Uluışık.
- In 2011 begon de succesvolle Turkse televisieserie Muhteşem Yüzyıl, Sultan Selim II wordt voorgesteld door de acteur Engin Öztürk.